# إدي كاري (عداء سريع)
إدي كاري (بالإنجليزية: Eddie Carey)‏ هو عداء سريع أمريكي، ولد في 11 مايو 1960.